# Lista de episódios de Better Call Saul
Better Call Saul é uma série de televisão norte-americana de drama e um prelúdio derivado do seriado Breaking Bad (2008–2013). Do mesmo modo que o seu material de origem, o programa é originalmente transmitido através do canal de televisão AMC nos Estados Unidos. Tendo sido desenvolvida por Vince Gilligan e Peter Gould, os criadores da série original, Better Call Saul segue a vida de Jimmy McGill até transforma-se em Saul Goodman, o infame advogado criminoso de Breaking Bad.
O episódio de estreia da série foi originalmente exibido em 8 de fevereiro de 2015 e foi assistido por 6.9 milhões de telespectadores, um número ótimo para uma estreia de série. Até 19 de junho de 2017, 30 episódios de Better Call Saul foram exibidos, concluindo a terceira temporada da série. A série foi renovada para um quarta temporada consistida em 10 episódios pela AMC, que estreou no dia 07 de Agosto de 2018. A quinta temporada da série estreou em 23 de fevereiro de 2020 contendo 10 episódios. Em 16 de janeiro de 2020, a AMC anunciou que a série havia sido renovada para a sexta temporada, que será a última e terá 13 episódios, prevista para ir ao ar em 2021. Porém, devido a pandemia da COVID-19 a temporada foi adiada para o ano seguinte.  A sexta temporada foi dividida em duas partes, sendo 7 episódios na primeira e 6 episódios na segunda. A primeira metade da sexta temporada estreou no dia 18 de abril de 2022 e a segunda metade estreou no dia 11 de julho de 2022. 

## Resumo da série
| Temporada | Temporada | Episódios | Episódios | Originalmente exibido   | Originalmente exibido |
| Temporada | Temporada | Episódios | Episódios | Estreia da temporada    | Final da temporada    |
| --------- | --------- | --------- | --------- | ----------------------- | --------------------- |
|           | 1         | 10        | 10        | 8 de fevereiro de 2015  | 6 de abril de 2015    |
|           | 2         | 10        | 10        | 15 de fevereiro de 2016 | 18 de abril de 2016   |
|           | 3         | 10        | 10        | 10 de abril de 2017     | 19 de junho de 2017   |
|           | 4         | 10        | 10        | 6 de agosto de 2018     | 8 de outubro de 2018  |
|           | 5         | 10        | 10        | 23 de fevereiro de 2020 | 20 de abril de 2020   |
|           | 6         | 13        | 13        | 18 de abril de 2022     | 15 de agosto de 2022  |

## Episódios

### 1.ª temporada (2015)
| N.º na série | N.º na temp. | Título                                | Dirigido por      | Escrito por                  | Exibição original       | Audiência (milhões) |
| ------------ | ------------ | ------------------------------------- | ----------------- | ---------------------------- | ----------------------- | ------------------- |
| 1            | 1            | "Uno" "(Uno)" (BR)                    | Vince Gilligan    | Vince Gilligan & Peter Gould | 8 de fevereiro de 2015  | 6.88                |
| 2            | 2            | "Mijo" "(Filho)" (BR)                 | Michelle MacLaren | Peter Gould                  | 9 de fevereiro de 2015  | 3.42                |
| 3            | 3            | "Nacho" "(Nacho)" (BR)                | Terry McDonough   | Thomas Schnauz               | 16 de fevereiro de 2015 | 3.23                |
| 4            | 4            | "Hero" "(Herói)" (BR)                 | Colin Bucksey     | Gennifer Hutchison           | 23 de fevereiro de 2015 | 2.87                |
| 5            | 5            | "Alpine Shepherd Boy" "(Pastor)" (BR) | Nicole Kassell    | Bradley Paul                 | 2 de março de 2015      | 2.71                |
| 6            | 6            | "Five-O" "(Passado)" (BR)             | Adam Bernstein    | Gordon Smith                 | 9 de março de 2015      | 2.57                |
| 7            | 7            | "Bingo" "(Bingo)" (BR)                | Larysa Kondracki  | Gennifer Hutchison           | 16 de março de 2015     | 2.67                |
| 8            | 8            | "RICO" "(RICO)" (BR)                  | Colin Bucksey     | Gordon Smith                 | 23 de março de 2015     | 2.87                |
| 9            | 9            | "Pimento" "(Pimento)" (BR)            | Thomas Schnauz    | Thomas Schnauz               | 30 de março de 2015     | 2.38                |
| 10           | 10           | "Marco" "(Marco)" (BR)                | Peter Gould       | Peter Gould                  | 6 de abril de 2015      | 2.53                |

### 2.ª temporada (2016)
| N.º na série | N.º na temp. | Título                                 | Dirigido por     | Escrito por                     | Exibição original       | Audiência (milhões) |
| ------------ | ------------ | -------------------------------------- | ---------------- | ------------------------------- | ----------------------- | ------------------- |
| 11           | 1            | "Switch" "(Vivendo a Vida)" (BR)       | Thomas Schnauz   | Thomas Schnauz                  | 15 de fevereiro de 2016 | 2.57                |
| 12           | 2            | "Cobbler" "(Torta Cremosa)" (BR)       | Terry McDonough  | Gennifer Hutchison              | 22 de fevereiro de 2016 | 2.23                |
| 13           | 3            | "Amarillo" "(Amarillo)" (BR)           | Scott Winant     | Jonathan Glatzer                | 29 de fevereiro de 2016 | 2.20                |
| 14           | 4            | "Gloves Off" "(Gancho)" (BR)           | Adam Bernstein   | Gordon Smith                    | 7 de março de 2016      | 2.20                |
| 15           | 5            | "Rebecca" "(Rebecca)" (BR)             | John Shiban      | Ann Cherkis                     | 14 de março de 2016     | 1.99                |
| 16           | 6            | "Bali Ha'i" "(Luar de Bali Ha'i)" (BR) | Michael Slovis   | Gennifer Hutchison              | 21 de março de 2016     | 2.11                |
| 17           | 7            | "Inflatable" "(Inflável)" (BR)         | Colin Bucksey    | Gordon Smith                    | 28 de março de 2016     | 2.03                |
| 18           | 8            | "Fifi" "(Fifi)" (BR)                   | Larysa Kondracki | Thomas Schnauz                  | 4 de abril de 2016      | 1.93                |
| 19           | 9            | "Nailed" "(Na Roda da Fortuna)" (BR)   | Peter Gould      | Peter Gould                     | 11 de abril de 2016     | 2.06                |
| 20           | 10           | "Klick" "(O Click da Desforra)" (BR)   | Vince Gilligan   | Heather Marion & Vince Gilligan | 18 de abril de 2016     | 2.26                |

### 3.ª temporada (2017)
| N.º na série | N.º na temp. | Título                                       | Dirigido por    | Escrito por                  | Exibição original    | Audiência (milhões) |
| ------------ | ------------ | -------------------------------------------- | --------------- | ---------------------------- | -------------------- | ------------------- |
| 21           | 1            | "Mabel" "(Mabel)" (BR)                       | Vince Gilligan  | Vince Gilligan & Peter Gould | 10 de abril de 2017  | 1.81                |
| 22           | 2            | "Witness" "(Testemunha)" (BR)                | Vince Gilligan  | Thomas Schnauz               | 17 de abril de 2017  | 1.46                |
| 23           | 3            | "Sunk Costs" "(Prejuízo Irrecuperável)" (BR) | John Shiban     | Gennifer Hutchison           | 24 de abril de 2017  | 1.52                |
| 24           | 4            | "Sabrosito" "(Sabrosito)" (BR)               | Thomas Schnauz  | Jonathan Glatzer             | 1 de maio de 2017    | 1.56                |
| 25           | 5            | "Chicanery" "(Sacanagem)" (BR)               | Daniel Sackheim | Gordon Smith                 | 8 de maio de 2017    | 1.76                |
| 26           | 6            | "Off Brand" "(Revolução de Branding)" (BR)   | Keith Gordon    | Ann Cherkis                  | 15 de maio de 2017   | 1.72                |
| 27           | 7            | "Expenses" "(Despesas)" (BR)                 | Thomas Schnauz  | Thomas Schnauz               | 22 de maio de 2017   | 1.65                |
| 28           | 8            | "Slip" "(Escorregada)" (BR)                  | Adam Bernstein  | Heather Marion               | 5 de junho de 2017   | 1.63                |
| 29           | 9            | "Fall" "(Queda)" (BR)                        | Minkie Spiro    | Gordon Smith                 | {12 de junho de 2017 | 1.47                |
| 30           | 10           | "Lantern" "(Lanterna)" (BR)                  | Peter Gould     | Gennifer Hutchison           | 19 de junho de 2017  | 1.85                |

### 4.ª temporada (2018)
| N.º na série | N.º na temp. | Título                                      | Dirigido por      | Escrito por                  | Exibição original      | Audiência (milhões) |
| ------------ | ------------ | ------------------------------------------- | ----------------- | ---------------------------- | ---------------------- | ------------------- |
| 31           | 1            | "Smoke" "(Fumaça)" (BR)                     | Minkie Spiro      | Peter Gould                  | 6 de agosto de 2018    | 1.77                |
| 32           | 2            | "Breathe" "(Respire)" (BR)                  | Michelle MacLaren | Thomas Schnauz               | 13 de agosto de 2018   | 1.55                |
| 33           | 3            | "Something Beautiful" "(Algo Lindo)" (BR)   | Daniel Sackheim   | Gordon Smith                 | 20 de agosto de 2018   | 1.51                |
| 34           | 4            | "Talk" "(Fale)" (BR)                        | John Shiban       | Heather Marion               | 27 de agosto de 2018   | 1.53                |
| 35           | 5            | "Quite a Ride" "(Uma Jornada e Tanto)" (BR) | Michael Morris    | Ann Cherkis                  | 3 de setembro de 2018  | 1.53                |
| 36           | 6            | "Piñata" "(Piñata)" (BR)                    | Andrew Stanton    | Gennifer Hutchison           | 10 de setembro de 2018 | 1.40                |
| 37           | 7            | "Something Stupid" "(Algo Estúpido)" (BR)   | Deborah Chow      | Alison Tatlock               | 17 de setembro de 2018 | 1.35                |
| 38           | 8            | "Coushatta" "(Coushatta)" (BR)              | Jim McKay         | Gordon Smith                 | 24 de setembro de 2018 | 1.37                |
| 39           | 9            | "Wiedersehen" "(Wiedersehen)" (BR)          | Vince Gilligan    | Gennifer Hutchison           | 1 de outubro de 2018   | 1.35                |
| 40           | 10           | "Winner" "(Vencedor)" (BR)                  | Adam Bernstein    | Peter Gould & Thomas Schnauz | 8 de outubro de 2018   | 1.53                |

### 5.ª temporada (2020)
| N.º na série | N.º na temp. | Título                                               | Dirigido por      | Escrito por                | Exibição original       | Audiência (milhões) |
| ------------ | ------------ | ---------------------------------------------------- | ----------------- | -------------------------- | ----------------------- | ------------------- |
| 41           | 1            | "Magic Man" "(Mago)" (BR)                            | Bronwen Hughes    | Peter Gould                | 23 de fevereiro de 2020 | 1.60                |
| 42           | 2            | "50% Off" "(50% de Desconto)" (BR)                   | Norberto Barba    | Alison Tatlock             | 24 de fevereiro de 2020 | 1.06                |
| 43           | 3            | "The Guy for This" "(O Cara Certo)" (BR)             | Michael Morris    | Ann Cherkis                | 2 de março de 2020      | 1.18                |
| 44           | 4            | "Namaste" "(Namastê)" (BR)                           | Gordon Smith      | Gordon Smith               | 9 de março de 2020      | 1.22                |
| 45           | 5            | "Dedicado a Max" "(Dedicado ao Max)" (BR)            | Jim McKay         | Heather Marion             | 16 de março de 2020     | 1.45                |
| 46           | 6            | "Wexler v. Goodman" "(Wexler contra Goodman)" (BR)   | Michael Morris    | Thomas Schnauz             | 23 de março de 2020     | 1.40                |
| 47           | 7            | "JMM" "(JMM)" (BR)                                   | Melissa Bernstein | Alison Tatlock             | 30 de março de 2020     | 1.30                |
| 48           | 8            | "Bagman" "(A Mula)" (BR)                             | Vince Gilligan    | Gordon Smith               | 6 de abril de 2020      | 1.42                |
| 49           | 9            | "Bad Choice Road" "(Estradas das Más Escolhas)" (BR) | Thomas Schnauz    | Thomas Schnauz             | 13 de abril de 2020     | 1.51                |
| 50           | 10           | "Something Unforgivable" "(Imperdoável)" (BR)        | Peter Gould       | Peter Gould & Ariel Levine | 20 de abril de 2020     | 1.59                |

### 6.ª temporada (2022)
| Parte 1 |    |                                                        |                    |                               |                      |      |
| 51      | 1  | "Wine and Roses" "(Vinho e Rosas)" (BR)                | Michael Morris     | Peter Gould                   | 18 de abril de 2022  | 1,42 |
| 52      | 2  | "Carrot and Stick" "(Morde e Assopra)" (BR)            | Vince Gilligan     | Thomas Schnauz & Ariel Levine | 18 de abril de 2022  | 1,16 |
| 53      | 3  | "Rock and Hard Place" "(Entre a Cruz e a Espada)" (BR) | Gordon Smith       | Gordon Smith                  | 25 de abril de 2022  | 1,16 |
| 54      | 4  | "Hit and Run" "(Atropelamento com Fuga)" (BR)          | Rhea Seehorn       | Ann Cherkis                   | 2 de maio de 2022    | 1,16 |
| 55      | 5  | "Black and Blue" "(Machucados)" (BR)                   | Melissa Bernstein  | Alison Tatlock                | 9 de maio de 2022    | 1,22 |
| 56      | 6  | "Axe and Grind" "(Segundas Intenções)" (BR)            | Giancarlo Esposito | Ariel Levine                  | 16 de maio de 2022   | 1,13 |
| 57      | 7  | "Plan and Execution" "(Plano e Execução)" (BR)         | Thomas Schnauz     | Thomas Schnauz                | 23 de maio de 2022   | 1,19 |
| Parte 2 |    |                                                        |                    |                               |                      |      |
| 58      | 8  | "Point and Shoot" "(Mirar e atirar)" (BR)              | Vince Gillingan    | Gordon Smith                  | 11 de julho de 2022  | 1,16 |
| 59      | 9  | "Fun and Games" "(Jogos e Diversão)" (BR)              | Michael Morris     | Ann Cherkis                   | 18 de julho de 2022  | 1,22 |
| 60      | 10 | "Nippy" "(Nippy)" (BR)                                 | Michelle MacLaren  | Alison Tatlock                | 25 de julho de 2022  | 1,20 |
| 61      | 11 | "Breaking Bad" "(Breaking Bad)" (BR)                   | Thomas Schnauz     | Thomas Schnauz                | 1 de agosto de 2022  | 1,34 |
| 62      | 12 | "Waterworks" "(Lágrimas)" (BR)                         | Vince Gilligan     | Vince Gilligan                | 8 de agosto de 2022  | 1,32 |
| 63      | 13 | "Saul Gone" "(A Saída de Saul)" (BR)                   | Peter Gould        | Peter Gould                   | 15 de agosto de 2022 | 1,80 |